# The Carnelian Cube
The Carnelian Cub  este un roman științifico-fantastic de L. Sprague de Camp și Fletcher Pratt. A apărut cu copertă dură în 1948 la Gnome Press și cu copertă broșată la Lancer Books în 1967.

## Prezentare
Obiectul din titlu este o mică „piatră a viselor” roșie confiscată de arheologul Arthur Cleveland Finch de la Tiridat Ariminian, unul dintre lucrătorii la săpăturile pe care le supraveghează în Cappadocia. Poartă o inscripție în limba etruscă care pare să-și identifice posesorul original ca fiind Apollonius din Tyana și se presupune că îi permite purtătorului să atingă lumea viselor sale.
Finch, frustrat de iraționalitatea existenței sale ca arheolog, tânjește după o lume mai rațională în care să-și poată realiza adevăratul vis de a fi poet. Dormind cu piatra sub pernă, se trezește aruncat într-o lume paralelă. Lumile vizitate de Finch tind să-l plaseze în sau aproape de Louisville, Kentucky, mai degrabă decât localitatea din Orientul Mijlociu din care a plecat, dar cei din Kentucky care, deși par să împărtășească o mare parte din istoria lumii „reale”, s-au dezvoltat în direcții alternativ radical datorate diferențelor dintre proprietățile psihologice sau fizice ale lumilor lor.

## Primire
O scurtă recenzie în New York Times a lui Isaac Anderson a respins romanul ca „o fantezie într-un fel greoaie”, spunând „în ceea ce privește umorul, cu cât e mai puțin spus cu atât e mai bine”.
Frederik Pohl, scriind în Super Science Stories, a lăudat autorii pentru că „au produs una dintre cele mai amuzante fantezii care a fost vreodată tipărite”. Observând că romanul nu a fost niciodată publicat într-o revistă, el „se întreabă cum de l-au ratat revistele”.
Thrilling Wonder Stories a lăudat romanul ca fiind „pământesc, vorbăreț, [și] adesea spiritual”.
Kemp McDonald, de la Fantasy Review, a criticat romanul ca fiind împrăștiat și fără intrigă, spunând că „Personajele și scenele, bine desenate individual, trec și nu se mai întorc, devenind colectiv nesemnificative. Poveștile neterminate și anomaliile inexplicabile abundă”.

## Legături externe
- en  Istoria publicării lucrării The Carnelian Cube la Internet Speculative Fiction Database

## Vezi și
- 1948 în științifico-fantastic